# محمود أبو فروة الرجبي
محمود أحمد محمد الرجبي أديب أطفال وإعلامي أردني، عمل مُديراً لبرامج إذاعة حياة FM الأردنية وكاتباً في مجلة ماجد الظبيانية. له أكثر من ستة وستين كتاباً مطبوعا باللغة العربية، وعدد من الكتُب باللغة الإنجليزية. يكتُب باللغتين العربية والإنجليزية. نشر عدداً لا يُحصى من قصص الأطفال وحلقات الأبواب الثابتة في عدد من مجلات الأطفال مثل: ماجد، وِسام، فكرة، أحمد، الشيماء، لونا، وغيرها، كما أنه حاصل على درجة الماجستير في الاعلام من جامعة الشرق الأوسط في الأردن، ويعد لرسالة الدكتوراه في الاعلام في المعهد العالي للدكتوراه في الاداب والعلوم الإنسانية في الجامعة اللبنانية في بيروت.
له عدد من البرامج الإذاعية والتلفزيونية مثل زارع البسمات، وهو برنامج يعمل على الجمع بين من يقدم الخير ومن يحتاجه. متخصص في التدريب على فن القصة، والتشجيع على القراءة، وتعليم التفكير من خلال القصة.

## الخبرات
1. معد ومقدم برامج أطفال في الإذاعة الأردنية 1996م – 2001م
2. محرر في مجلة فكرة للأطفال من سنة 1998 م – 2002م
3. كاتب ومؤلف في مجلة ماجد الظبيانية – 1995- للآن متعاون
4. مشرف الجودة الفنية والسيناريو في شركة منهاج دوت كوم للتعليم الإلكتروني 2002م – بداية 2003م موظف
5. معد ومقدم برامج للأطفال وللكبار – قناة المجد الفضائية 2002م – 2004م.
6. محرر صفحتي اليافعون، ومهارات الأسبوعيتين الموجهتين للمراهقين – صحيفة الغد الأردنية اليومية– 2004م- حتى شهر 5-2005م
7. مؤلف ومصمم برنامج الكنـز للأطفال، وهُوَ مختص بتعليم التفكير للأطفال – مركز التفكير الإيجابي – عَمَّان – 2005م

## عدد من الكتب وهي على الشكل التالي
1.	الحيلة القاتلة – قصة للأطفال – مؤسسة الحضارة للدراسات العلمية – عمان 1995 م.
2.	مذكرات أحمد – مجموعة قصصية للأطفال – منشورات الكاتب محمود أبو فروة الرجبي – عمان 1996 م.
3.	الكلمات العجيبة – مجموعة قصصية للأطفال – منشورات الكاتب محمود أبو فروة الرجبي – عمان 1997 م.
4.	نعم.. أنا صائم – مجموعة قصصية للأطفال – منشورات الكاتب محمود أبو فروة الرجبي – عمان 1997 م.
5.الأميرة الفضائية المسجونة وقصص أخرى. بدعم من وزارة الثقافة. منشورات الكاتب محمود أبو فروة الرجبي 2000م.
6.	 كتاب الجوافة المقاتلة. مجموعة قصصية. بدعم من أمانة عمان الكبرى. منشورات الكاتب محمود أبو فروة الرجبي 2001 م.
7.	 البدريون – مجموعة قصصية للأطفال – منشورات محمود أبو فروة الرجبي. عمان 2001 م.
8.	حينما تصالحت مع جدي – القصة الفائزة بالجائزة الأولى في مسابقة الشيخة فاطمة بنت هزاع ال نهيان لأدب الطفل العربي – جوائز أنجال الشيخ هزاع – 2002 م.
9.	مغامرة في محمية الشومري – ملتقى بناة المستقبل - 2002 م.
10.	حديقتي الجميلة – ملتقى بناة المستقبل – 2002 م.
11.	جدتي واليهودي – مجموعة قصصية- دار المناهج – عمان – 2003 م.
12.	النجوم السبعة – وزارة الثقافة – الأردن – 2004 م.
13.	الهدية العجيبة – دار المنهل – الأردن – 2004 م.
14.	جزيرة الأحلام السعيدة – رواية للأطفال. 2005 منشورات أمانة عمّان الكبرى – الأردن. الطبعة الثانية دار الرواد للنشر والتوزيع 2009 م.
15.	كنـز للأطفال – مركز التفكير الإيجابي عمّان 2005 م.
16.	هل تأكل الديوك الثعالب- مجموعة قصصية- مركز التفكير الإيجابي – عمّان 2005 م.
17.	كتاب كيف تكتب قصة للأطفال – منشورات محمود أبو فروة الرجبي – عمّان 2005 م الطبعة الثانية 2009 دار ABC عمّان – الأردن.
18.	 كيف اجعل طفلي قارئاً؟ دار المأمون للنشر والتوزيع 2007. الطبعة الثانية دار ABC عمّان – الأردن.
19.	 محاكمة الآلة الكاتبة وقصص أخرى. منشورات أمانة عمّان الكبرى 2007 م الأردن.
20.	 الخروج من البيضة وقصص أخرى. 2007 م دار الرواد للنشر والتوزيع- الأردن.
21.	 شرطة سلاحها الأشجار. قصة للأطفال 2007 دار الرواد للنشر والتوزيع – الأردن.
22.	 عند أستاذنا سر. قصة للأطفال 2007 دار الرواد للنشر والتوزيع – الأردن.
23.	 مسرحيّة بطلها بنطال. قصة للأطفال 2007 دار الرواد للنشر والتوزيع – الأردن.
24.	 ضريبة على الشّعر. قصة للأطفال 2007 دار الرواد للنشر والتوزيع – الأردن.
25.	هل تكون القصة على بحور مثل الشعر؟ 2008 دار المأمون للنشر والتوزيع.
26.	أب لأسبوع فقط وقصص أخرى. دار الرّوّاد للنشر والتوزيع – عمّان 2009 م.
27.	أخطر مخلوق في الكون. دار الرّوّاد للنشر والتوزيع – عمّان 2009 م.
28.	أسماء العالم ملكي. دار الرّوّاد للنشر والتوزيع – عمّان 2009 م.
29.	الأرنب وعالم الأغبياء. دار الرّوّاد للنشر والتوزيع – عمّان 2009 م.
30.	الأميرة الفضائية المسجونة. دار الرّوّاد للنشر والتوزيع – عمّان 2009 م.
31.	الثعلب يأخذ درساً خصوصيا. دار الرّوّاد للنشر والتوزيع – عمّان 2009 م.
32.	الثعلب يكتب سيرته الذّاتيّة. دار الرّوّاد للنشر والتوزيع – عمّان 2009 م.
33.	الحمار ينادي الجزار. دار الرّوّاد للنشر والتوزيع – عمّان 2009 م.
34.	السر الّذي أرعب العصابة. دار الرّوّاد للنشر والتوزيع – عمّان 2009 م.
35.	العابثون بالشمس. دار الرّوّاد للنشر والتوزيع – عمّان 2009 م.
36.	اللّص العجيب في الزمن الغريب. دار الرّوّاد للنشر والتوزيع – عمّان 2009 م.
37.	المصيبة النافعة. دار الرّوّاد للنشر والتوزيع – عمّان 2009 م.
38.	الورق أصبح طعاماً. دار الرّوّاد للنشر والتوزيع – عمّان 2009 م.
39.	الولد الّذي يدلل نفسه. دار الرّوّاد للنشر والتوزيع – عمّان 2009 م
40.	أمك هناك يا زهور. دار الرّوّاد للنشر والتوزيع – عمّان 2009 م.
41.	بائع عبقري جداً. دار الرّوّاد للنشر والتوزيع – عمّان 2009 م.
42.	بحيرة من الذهب. دار الرّوّاد للنشر والتوزيع – عمّان 2009 م.
43.	تلميذ في الثمانين. دار الرّوّاد للنشر والتوزيع – عمّان 2009 م.
44.	ثروة للجميع. دار الرّوّاد للنشر والتوزيع – عمّان 2009 م.
45.	دلفين يسبح في الفضاء. دار الرّوّاد للنشر والتوزيع – عمّان 2009 م.
46.	رسالة من طفلة فلسطينية. دار الرّوّاد للنشر والتوزيع – عمّان 2009 م.
47.	رواقة اللطيفة وشيطون الشرير. دار الرّوّاد للنشر والتوزيع – عمّان 2009 م.
48.	شفاه تبحث عن آباء. دار الرّوّاد للنشر والتوزيع – عمّان 2009 م.
49.	صانع الانتصارات العظيمة. دار الرّوّاد للنشر والتوزيع – عمّان 2009 م.
50.	في قبضة الشرطة. دار الرّوّاد للنشر والتوزيع – عمّان 2009 م.
51.	محل الخطاط عادل. دار الرّوّاد للنشر والتوزيع – عمّان 2009 م.
52.	مدينة للمظلومين فقط. دار الرّوّاد للنشر والتوزيع – عمّان 2009 م.
53.	ملك يفتخر بشعبه. دار الرّوّاد للنشر والتوزيع – عمّان 2009 م.
54.	هل يتحول الحمار إلى حاسوب؟. دار الرّوّاد للنشر والتوزيع – عمّان 2009 م.
55.	حلم إبراهيم Ibraheem's dream – دار ABC- عمّان 2009 م.
56.	هل يعتذر الثلاثة؟ Will the Three Apologize? – دار ABC- عمّان 2009 م.
57.	لماذا غضب سمير؟ Why was Sameer cross? – دار ABC- عمّان 2009 م.
58.	أحسنت يا نديم well done, Nadeem! – دار ABC- عمّان 2009 م.
59.	فريد ليس فظا. Fareed is not rude? – دار ABC- عمّان 2009 م.
60.	نصيحة الأم A Mother’s Advice – دار ABC- عمّان 2009 م.
61.تلميذ كبير وخمس معلمات صغيرات- دار نعمان للنشر – بيروت- القصة الحاصلة على جائزة ماري لويز 
لأدب الأطفال الأخلاقي 2009 م. 
62.السر الذي كشفته ميساء وقصص أخرى _ وزاره الثقافة _الأردن 2009.
63. تمارين الذكاء للأطفال. دار الفرسان للنشر 2013

## النشر في مجالات أخرى
أكثر من خمسمائة قصة وسيناريو في مجلة ماجد على وجه الخصوص، وفي مختلف المجلات العربية.
نشرة روائع: وهي نشرة شهرية موجهة للآباء والأمهات والأطفال والمهتمين، وتوزع للمشتركين عبر الإنترنت. صدر العدد الأول منها في منتصف شباط 2001م (صدر منها عدة نشرات).

## لأعمال الإذاعية
- إعداد وتقديم برنامج الأدباء الصغار الإذاعي في الإذاعة الأردنية، وبرنامج الغاز، وبرنامج موسوعة الخير، وبرنامج مجلة الأطفال، وكلها للأطفال.
- مجموعة من مسلسلات الأطفال في الإذاعة الأردنية: العربية إلى القمة. الإذاعة الأردنية. شهر رمضان المبارك – الإذاعة الأردنية 1419 هـ، دنيا الحكايات.
- مجموعة مسلسلات – راديو دال للأطفال: مسلسل الفضاء المنتصرون 2003، مسلسل تعيس العجيب 2003م، مسلسل من وحي رياض الصالحين. 2003م

## الأعمال التلفزيونية
- اعداد برنامج متن وسند – قناة المجد الفضائية 2002-2003م
- إعداد برنامج (صغار كتير) قناة المجد الفضائية 2003- 2004م
- إعداد برنامج (الطريق إلى مكة) قناة المجد الفضائية 2003م-2004م
- إعداد وتقديم برنامج (عالم المعارض) قناة المجد الفضائية 2004م
- إعداد برنامج (أستديو الإبداع) قناة المجد الفضائية 2003-2004م
- إعداد وتقديم برنامج بيوت العيد – أطفال الأردن – 2004م
- معد مشارك في عدة برامج قناة المجد الفضائية 2002م – 2004م

## الأعمال الأدبية
1. عقد مئات الورش لتعليم القصة والسيناريو وفن الأبواب الثابتة، وتشجيع القراءة، والتفكير في مختلف المؤسسات التربوية والثقافية في المملكة.
2. منهاج متكامل لتعليم القصة القصيرة من خلال وسائل جديدة الاختراع القصص – نشر في مجلة ماجد – أبو ظبي 1998 م، وهو قيد التطوير الآن.
3. عدة مسلسلات وشخصيات نشرت، في مجلة ماجد منها: القصة فن نكشف لك أسراره، بالعربي الفصيح، مظلوم، # حظك هذا الأسبوع (توجيهات تربوية لا علاقة لها بالأبراج)، رابحة، عروستي، عدة حلقات من مسلسل النقيب خلفان والمساعد فهمان، وباب التفكير في مجلة أحمد اللبنانية، وشخصية كرموش في مجلة فكرة.
4. مجموعة مقالات حول الطفولة – جريدة الرأي – الغد.
5. مجموعة أبحاث حول عقلية الطفل من خلال ما يكتب.
6. الإشراف لأكثر من سنتين على نادي أطفال أسرة القلم، وهو لرعاية الموهوبين أدبيا.
7. مجموعة من ورش العمل حول تشجيع القراءة للأمهات.
8. الناطق الإعلامي باسم المهرجان السنوي الأول للطفل المبدع. 2002م

## الجوائز
أولاً: جائزة أفضل بَرْنَامج تفاعلي عربي صباحي لصوت حياة الَّذِي يقدمه مَحْمُود أبُو فَروةَ الرَّجَبي. ملتقى الاعلاميين الشباب العرب الثالث – الأردن 2010
http://www.atafeel.org/?ID=373
http://alsawt.net/?p=8018
ثانياً: الجائزة الذهبية في مهرجان الأردن الإعلامي الأول – 2010 حول مسلسل حكاية من حكايا. قصة نحلم برغيف. 
http://www.alghad.com/?news=538689
ثالثاً: جائزة ماري لويز لأدب الأطفال الأخلاقي – بيروت 2009 م عَنْ قصة (تلميذ كَبِير وخمس تلميذات صغيرات).
رابعاً: الجائزة الذهبية – مهرجان الإذاعة وَالتِلِفزيون. تونس 2007 م عَنْ المسلسل الدرامي (حكاية من حكايا). وهوَ للأطفال.
خامساً: جائزة الشيخة فاطمة بنت هزاع ال نهيان لقصة الطفل العربي عام 2000 م الجائزة الأولى عن قصة (حينما تصالحت مع جدي). تم اختيار القصة من بين أربعمائة قصة مشاركة.
سادِساً: جائزة رابطة الكتاب الأردنيين لأدب الأطفال.الأولى 1995 م
سَابِعاً: جائزة جمعية البيئة الأردنية والوكالة الأميركية للإنماء الدولي لقصة الطفل البيئية – الأولى والثانية 1995 م

## العضوية
- عضو رابطة الكتاب الأردنيين – لجنة أدب الطفل.
- عضو اتحاد الكتاب العرب
- عضو رابطة الأدب الإسلامي العالمية.
- عضو الرابطة الوطنية لتربية وتعليم الأطفال التابعة لمؤسسة الملكة نور الحسين.

## المسرح
- مسرحية زوار من الفضاء – إخراج علي منشد. إنتاج مؤسسة روائع للإنتاج الفني – عرضت في مدارس وزارة التربية والتعليم 1995 2- مسرحية أحلى من كل الألعاب – مدرسة إناث ماركا. 1995

## المناهج
- لعبة الكلمة المخفية – للمؤلف تم وضعها ضمن منهاج الصف الرابع الأساسي- فِي الإمارات العربية المتحدة، من المتوقع فِي العام الدراسي القادم 2005-2006م
- قام بوضع عدد كبير لمخططات السيناريوهات لمنهاج السعودية الإلكتروني فِي مجال الرياضيات ضمن موقع منهاج دوت كوم.